# Serija 7400 ttl
Serija 7400 tranzistor – tranzistor logičkih (TTL) integrisanih kola su najpopularnija porodica TTL integrisanih logičkih kola. Brzo su zamenjivala dioda - tranzistor logiku i upotrebljena su da se sagrade mini i mejnfrejm kompjuteri tokom 1960-ih I 1970-ih. Nekoliko generacija pin-kompatibilnih naslednika originalne porodice su od tada postali de facto standard elektroničkih komponenti.

## Pregled
Serija 7400 sadrži stotine uređaja koje pružaju sve od osnovnih logičkih kola, flip-flopova i brojača, do magistralnih primopredajnika specijalne namene i aritmetičkih logičkih jedinica (ALU). Posebne funkcije su opisane u listi integrisanih kola serije 7400.
Danas se površinski montirane (SMD- surface-mounted device) CMOS verzije serije 7400 koriste u različitim aplikacijama u elektronici kao i za glue logic u računarima i industrijskoj elektronici. Izvorni (originalni) through-hole uređaji u dual in-line paketima (DIP/DIL), koji su decenijama bili oslonac industriije, su veoma korisni u obrazovanju kao i za brzu izradu breadboard prototipova te su i dalje dostupni kod većine proizvođača. Međutim, najbrži tipovi i verzije sa niskom voltažom su uvek samo površinski montirane (surface-mount).
Prvi deo oznake u seriji, 7400, označava uređaj koji sadrži četiri dvoulazna NI kola. Svako kolo koristi dva pina za ulaz i jedan pin za izlaz a preostala dva kontakta (pina) su napajanje(+5V) i uzemljenje. Ovaj deo je napravljen u različitim paketima uključujući flet paket, plastični ili keramički dual in-line paket sa 14 pinova, a takođe, i površinski montirani (SMD) paket. Dodatni brojevi i slova u celoj oznaci identifikuju paket i druge varijacije.
Iako zamišljeni kao porodica digitalne logike, neki TTL čipovi se koriste u analognim kolima kao npr. Šmit prekidači (Schmitt triggers). Kao i čipovi Serije 4000 i noviji CMOS-ovi, koji su verzije Serije 7400, mogu se koristiti kao analogni pojačavači tako što koriste negativnu povratnu spregu (slično operacionim pojačivačima koji imaju samo invertovani input).
Bivši Sovjetski Savez je proizvodio K155ЛA3 koji je pin-kompatibilan sa čipom Serije 7400 dostupnim u Sjedinjenim državama, osim što je kod njega korišten metrički razmak od 2.5mm između pinova, namesto razmaka od 1/10" (2.54mm) koji se koristi na zapadu.

## Familije izvedene iz Serije 7400
Delovi serije 7400 su konstruisani tako što su korišćeni bipolarni tranzistori kako bi se formirala ono što se naziva transistor-tranzistor logika ili TTL. Novija serija, manje ili više kompatibilna u nivou funkcije i logike sa originalnim delovima koristi CMOS tehnologiju ili kombinaciju obe (BiCMOS). Prvobitno su bipolarna kola pružala veću brzinu, ali su trošila više energije nego konkurentska serija 4000 CMOS uređaja. Bipolarni uređaji su, takođe, ograničeni na fiksni napon napajanja, obično 5V, dok CMOS delovi često podržavaju veći izbor naponskog snabdevanja. 
Milspec-rejtid (Military specification - namenjeno za vojnu upotrebu) uređaji namenjeni za upotrebu u širem rasponu temperaturnih uslova su dostupni kao Serija 5400. Teksas Instruments su, takođe, proizveli uređaje sa zaštitom od radijacije sa prefiksom RSN, a kompanija je ponudila prazne čipove pravljene bim-lid metodom (metod pravljenja poluprovodnika) za integrisanje hibridnih kola sa BL prefiksnom oznakom.
TTL delovi sa uobičajenom brzinom su takođe bili dostupni neko vreme u Seriji 6400 – ovi su imali prošireni raspon radne temperature (industrijski) od −40C to +85C. Dok su kompanaije kao što je Mullard napravile listu delova kompatibilnih sa Serijom 6400 u svojim spiskovima podataka iz 1970, do 1973 nije bilo pomena porodice 6400 u TTL knjizi podataka kompanije Teksas instruments. Neke kompanije su takođe ponudile varijante sa proširenimm rasponom radne temperature koristeći standrdne brojeve delova 7400 sa prefiksom ili sufiksom koji označava stepen temperature.
Kako su integrisana kola serije 7400 bila pravljena u različitim tehnologijama, kompatibilnost je obično zadržavana na nivou originalne TTL logike i voltaže napajanja. Integrisano kolo napravljeno u CMOS-u nije TTL čip jer on koristi tranzistore sa efektom polja (FET-ove), a ne bipolarne džankšn tranzistore, ali brojevi delova su zadržani kako bi se identifikovale slične logičke funkcije i električna (snaga i I/O napon) kompatibilnost u različitim podfamilijama. Preko 40 različitih podfamilija koriste ovu standardizovanu šemu za brojeve delova.
- Bipolarni
  - 74 – standardni TTL, originalna logička familiija nije imala slova između ‘’74” i broja dela. 10ns kašnjenje kola, 10mW rasipanje, 4.75–5.25V, pušten 1966 godine[7]
  - 74L – niske snage, veći otpornici dopuštali su 1mW rasipanja po cenu ekstremno sporog 33mS kašnjenja. Zastareo, zamnjen je sa 74LS ili CMOS tehnologijom. Uveden 1971[8]
  - 74H – visokobrzinski 6ns kašnjenje kola, ali 22mW rasipanja snage. Korišćen je u 1970-tih u eri superkompjutera. Još uvek se proizvodi ali je generalno zamenjen serijom 74S. Uvedeno 1971.
  - 74S – visokobrzinski Šotki (Schottky), primenjen zajedno sa Šotki diodnim sponama na ulazima kako bi se sprečilo nagomilavanje elektriciteta, ovo pruža brže funkcionisanje nego kod 74 I 74H serije po cenu povećanje potrošnje energije i cene. 3ns kašnjenje kola, 20mW rasipanja, pušten 1971.
  - 74LS – Šotki male/niske snage, primenjen je koristeći istu tehnologiju kao i 74S, ali sa smanjenom potrošnjom energije i izmenjivom brzinom. Tipično 10ns kašnjenje kola, izvanredno (za to vreme) 2mW rasipanje, 4.75–5.25V.
  - 74AS – Unapređen Šotki, sledeće ponavljanje 74S serije sa većom brzinom i fan-out-om uprkos nižoj potrošnji energije. Primenjeno je korišćenjem 74S tehnologije sa miller killer kolom kako bi se ubrzala nisko-do-visoko tranzicija (kako bi se ubrzao prelaz od niskog do visokog napona). 1.7ns kašnjenje kola, 8mW, 4.5–5.5V. Uveden 1985.
  - 74ALS – Unapređen Šotki niske potrošnje. Ista tehnologija kao i kod 74AS, ali sa kompromisom brzina/snaga od 74LS. 4ns, 1.2mW, 4.5-5.5V. Uveden 1985.
  - 74F – Brza, Ferčajldova (Fairchild) verzija TI-a 74AS. 3.4ns, 6mW, 4.5–5.5V. Uveden 1985.
- CMOS
  - C – CMOS 4–15 V radi slično kao baferovan 4000 (4000B) serije
  - HC – visoko-brzinski CMOS, sličnih performansi kao LS, 12ns. 2.0–6.0V.
  - HCT – visoko-brzinski, logički nivoi kompatibilni bipolarnim delovima
  - AC – Unaprđeni CMOS, performance su mu generalno između S and F
  - ACQ – Unapređeni CMOS sa niskim šumom
  - AHC – Unapređeni visoko-brzinski CMOS, tri puta brži od HC-a
  - ALVC – Vreme kašnjenja signala (propagacije) (TPD) < 3ns@3.3V
  - ALVT – Nisko-voltažni – 2.5 do 3.3V, 5V tolerantni ulazi, visoka struja <= 64mA, TPD < 3ns@2.5V
  - AUC – Nisko-voltažni – 0.8 do 2.5V, TPD < 2.5ns@1.8V
  - AUP – Nisko-voltažni – 0.8 do 3.6V (3.3V tipično), TPD 15.6/8.2/4.3ns@1.2/1.8/3.3V, delimično specifikovani na smanjenje snage(IOFF), zaštićeni ulazi
  - AVC – Nisko-voltažni – 1.8V to 3.3V, TPD < 3.2ns@1.8V, Bus hold, IOFF
  - FC – Brzi CMOS, performanse slične F-u
  - LCX – CMOS sa 3V napajanjem i 5V tolerantnim ulazima
  - LV – Nisko-voltažni CMOS – 2.0 do 5.5V napajanje i 5V tolerantni ulazi
  - LVC – Nisko-voltažni – 1.65 do 3.3V i 5V tolerantni ulazi, tpd < 5.5ns@3.3V, tpd < 9ns@2.5V
  - LV-A – 2.5 to 5V, 5V tolerantni ulazi, TPD < 10ns@3.3V, bus hold , IOFF, nizak nivo buke
  - LVT – Nisko-voltažni – 3.3V, 5V tolerantni ulazi, visoka izlazna struja < 64mA, TPD < 3.5ns@3.3V, IOFF, nizak nivo buke
  - LVQ – Nisko-voltažni – 3.3V
  - LVX – Nisko-voltažni – 3.3V sa 5V tolerantnim ulazima
  - VHC – CMOS sa vrlo velikim brzinama– 'S' performanse u CMOS tehnologiji i snazi
- BiCMOS
  - BCT – BiCMOS, TTL-kompatibilni ulazni pragovi koji se koriste za bafere
  - ABT – Unapređeni BiCMOS, TTL - kompatibilni ulazni pragovi, brži od ACT-a I BCT-a

Mnogi delovi u CMOS HC, AC i FC familijama se takođe nude u T verzijama (HCT, ACT I FCT) koji imaji ulazne pragove koji su kompatibilni sa oba: i TTL-om i 3.3V CMOS signalima. Oni delovi koji nisu T-delovi imaju konvencionlane CMOS ulazne pragove.
Familija 74H ima isti osnovni dizajn kao i familija 7400 sa redukovanim vrednostima otpornika. Ovo je smanjilo tipično kašnjenje sa 9 na 6ns ali je povećalo potrošnju energije. Familija 74H obezbedila je jedan broj jedinstvenih uređaja za CPU dizajn tokom 1970-tih. Mnogi dizajneri vojne i avionske opreme koristili su ovu familiju tokom dugog perioda i pošto su im potrebene identične zamene (rezervni delovi), ova familija se i dalje proizvodi Lensdejl Semikodaktor (Lansdale Semiconductor)
Familija 74S koja koristi Šotki kolo, koristi više enrgije nego 74, ali je brzža. Familija 74LS IC-ova je verzija 74S familije sa manjom potrošnjom energije, sa nešto većom brzinom, ali nižim rasipanjem energije nego originalna 74 familija; ovo je postala najpopularnija varijanta jednom kad je postala široko dostupna. 
74F familiju je uveo Frečajd Semikondaktor (Fairchild Semiconductor), a prihvatili su je drugi proizvođači; brža je od 74, 74LS i 74S familija.
Tokom kasnih 1980-tih i 1990-tih novije verzije ove familije su uvedene da bi podržavale niže radne voltaže koje se koriste u novijijm CPU uređajima.

## Istorijat
Iako je Serija 7400 de facto bila prvi industrijski standard TTL logičke familijie koji se licencno proizvodio u nekoliko kopmpanija koje proizvode poluprovodnike, bilo je i ranijih TTL logičkih familija kao što je Sylvania SUHL (Sylvania Universal High-level Logic) familija, Motorola MC4000 MTTL familija (ne treba je pobrkati sa RCA CD4000 CMOS), National Semiconductor DM8000 familija, Fairchild 9300 serija, i Signetics 8200 familija.
Četvorostruko NI kolo 7400N bilo je prvi proizvod iz serije, uveo ga je Teksas instruments u flet paketu klase namenjene za vojne potrebe Oktobra 1964. Izuzetno popularna komercijalna klas DIP-ova je usledila u trećem kvartalu 1966.
Serije 5400 i 7400 su korišćene u mnogim popularnim mini kompjuterima tokom sedamdesetih i ranih osamdesetih. Serija DEC PDP ‘mini’ koristila je 74181 ALU kao glavni računarski element u CPU-u. Drugi primeri su bili serija Data General Nova i serija Hewlett-Packard 21MX, 1000 i 3000. 
Hobisti i student opremljeni wire wrap alatkama, breadboard i 5-voltnim napajanjem su takođe meogli da eksperimentišu sa digitalnom logikom koristeći se kako da (how to) člancima u Byte časopisu i Popular Electronics-u koji su u skoro svakom broju objavljivali primere kola. U ranim danima velikog IK razvoja prototip novog integrisanog kola sa velikim kapacitetom moguće da se bio razvijao korišćenjem TTL čipova na nekoliko ploča sa kolima pre nego što se pristupilo proizvodnji ciljanog uređaja u IK obliku. Ovo je dopuštalo simulaciju gotovog proizvoda i testiranje logike i pre nego što je softverska simulacija integrisaniih kola bila dostupna.
Godine 1965 tipična cena za jedan primerak (komad) SN5400 (izrada za vojne potrebe, flet paket zavaren keramikom) bila je oko 22USD (američka dolara).
Od 2007. pojedinačni čipovi komercijalne izrade ukalupljeni (uliveni) u epoksi pakete mogu se kupiti za otprilike 0.25USD svaki, zavisno od konkretnog čipa. Ako se kupuje na veliko cena po komadu pada i niže.

## Šema numerisanja delova
Brojevi delova za logičke uređaje serije 7400 često koriste sledeću konvenciju za davanje imena (imenovanje), iako specifičnosti variraju među proizvođačima.
- Prvo, iako se ponekad izostavlja, prefix od dva ili tri slova koji označava proizvođača uređaja (npr. SN za Texas Instruments, DM za National Semiconductor), iako ovi kodovi nisu više usko povezani sa jednim proizvođačem, na primer Fairchild Semiconductor proizvodi delove sa MM i DM prefiksom i čak i nikakvim.
- Dve cifre, gde "74" označava uređaj sa komercijalnim temperaturnim rasponom, a "54" označava vojni temperaturni raspon. Istorijski: "64" označavao je serije koje nisu dugo trajale sa srednjim 'industrijskim' rasponom temperature.
- Do četiri slova opisuju logičku podfamiliju, kao što je gore navedeno (npr. "LS"" ili ""HCT")
- Dve ili više cifara dodeljene svakom uređaju, npr. 00 za četvrtasto 2-ulazno NI kolo. Ima stotine različitih urđaja u svakoj familiji. Dodeljivanje brojeva uređaja (i, uz nekoliko izuzetaka, pin-out-a) origanolnoj familiji 7400 se prenelo na kasnije familije, a novi brojevi dodeljeni za nove funkcije, plus i neki od konkurentskih CD4000 brojeva i pin-out-a su uključeni tokom vremena. Nema uzorka za dodeljivanje ovih brojeva. Funkcija i pin-out čipa je skoro uvek isti kod istih brojeva uređaja bez obzira na proizvođača podfamilije – izuzeci se objašnjavaju u daljem tekstu.
- Dodatna slova u sufiksu i brojevi mogu biti dodati kako bi ukazali na tip paketa, nivo kvaliteta ili na neki drugi podatak, ali ovo mnogo varira od proizvođača do proizvođača.

Na primer SN74ALS245N znači da je ovaj uređaj verovatno napravio Texas Instruments (SN), to je TTL uređaj (74) sa komercijalnim rasponom temperature, on je clan "napredne, nisko-naponske Šotki" famillije ("advanced low-power Schottky" = ALS) i to je dvo-direkcioni osmobitni bafer (245) u plasičnom "through-hole" DIP paketu (N).
Mnoge logičke familije održavaju stalnu upotrebu brojeva uređaja kao pomoć dizajnerima. Često se deo iz različitih 74x00 podfamilija može zameniti ("drop-in replacement") u kolu sa istom funkcijom i pin-out-om, i sa još svrsishodnijim karakteristikama za primenu (možda brzina ili potrošnja energije), zbog čega je Serija 7400 bila mnogo privlačnija od konkurentske Serije CD4000B, na primer. Ali ima nekoliko izuzetaka gde se javljala nekompatibilnost (uglavnom kod pin-out –a) u okviru familije, kao što su:
- neki "flat-pack" uređaji (npr. 7400W) i površinski montirani "surface-mount" uređaji
- neki od bržih iz serije CMOS (napr. 74AC)
- Nekoliko TTL uređaja sa niskom potrošnjom (napr. 74L86, 74L9 and 74L95) imaju drugačiji pin-out od regularnih (ili čak od 74LS) delova serije.[12]
- Pet verzija 74x54 (4-široko I-ILI-INVERTOVANA kola IC), naime 7454(N), 7454W, 74H54, 74L54W i 74L54N/74LS54 su različiti jedni od drugih u pin-out-u i/ili funkciji![13]

## Licencni proizvođači u Evropi i Istočnom bloku
Neki proizvođači kao što je Mullard i Siemens imali su pin-kompatibilne TTL delove, ali sa potpuno različitom šemom davanja brojeva, međutim, liste podataka su identifikovale brojeve koji su kompatibilni sa 7400 kao pomoć u prepoznavanju.
U vreme kada je Serija 7400 bila napravljena, neki evropski proizvođači (koji su tradicionalno pratili konveciju o davnju imena Pro Electron-a) kao što su Philips/Mullard proizvodili su seriju TTL integrisanih kola sa delovima čija imena počinju sa FJ. Neki primeri serije FJ su:
- FJH101 (=7430) pojedinačno 8-ulazno NI kolo,
- FJH131 (=7400) četvorostruko 2-ulazno NI kolo,
- FJH181 (=7454N or J) ulazno I-ILI-NE kolo.

Sovjetski savez počeo je da proizvodi TTL IC sa pin-out-om iz 7400serije u kasnim 1960-im i ranim 1970-im. Brojevi delova su različiti od zapadnih serijia:
- modifikacije u tehnologiji smatrane su različitim serijama i bile su idetifikovane raličitim brojčanim prefiksima – 155 serija je ekvivalent običnoj 74, 131 serija je 74H, 158 serija je 74L, 531 serija je 74S, 555 serija je 74LS a 1530/1531/1533 su odgovarajuće sa 74F/74AS/74ALS. CMOS elementi sa TTL pin-out-om su takođe dostupne: napr. 1564 serija je ekvivalent sa 74HC.
- funkcija jedinice je opisana kodom od dva slova koje prati broj
  - prvo slovo predstavlja funkcijsku grupu – logika, prekidači, brojači, multiplikatori, itd.
  - drugo slovo pokazuje funkcijsku podgrupu praveći tako razliku između logike NI i NOR, D- i JK-prekidača, decimalnih i binarnih brojača, itd.
  - broj pravi razliku među varijantama sa različitim brojem ulaza ili različitim brojem elemenata unutar matrice - ЛА1/ЛА2/ЛА3 (LA1/LA2/LA3) su 2 četvoro-ulazna / 1 osmo-ulazni / 4 dvo-ulazni NI elementi koji odgovaraju (ekvivalent su sa 7420/7430/7400)

Pre jula 1974 dva slova iz opisa funkcija su umetnuta posle prve cifre serije. Primeri: К1ЛБ551 i К155ЛА1 (7420), К1ТМ552 i К155ТМ2 (7474) su isti IC napravljen u različito vreme.
Klonovi obične Serije 7400 su takođe napravljeni u drugim zemljama Istočnog bloka.
- Poljska i Čehoslovačka su koristile sistem numerisanja sa odgovarajućim prefiksom proizvođača UCY I MH. Primeri: UCY7400, and MH7400.
- Mađarska je takođe koristila šemu numerisanja 7400, ali sa sufiksom proizvođača – 7400 je označena kao 7400APC.
- Rumunija je koristila podešeno 7400 numerisanje sa sopstvenim prefiksom proizvođača CDB. Primer: CDB4123E je 74123.
- Istočna Nemačka je takođe koristila podešeno 7400 numerisanje bez prefiksa ili sufiksa proizvođača. Primer: D174 je 7474. 74LS klonovi su označeni prefikssima DL; npr. DL000 = 74LS00. U kasnijim godinama klonovi napravljeni u Istočnoj Nemačkoj bili su dostupni sa standardnim 74* brojevima, obično za izvoz.[15]

Nema dostupnih podataka za tehnološke modifikacije (74H, 74LS, itd.) proizvedene van SSSR-a.

## Literatura
- The Engineering Staff, National Semiconductor Corporation (1976). National Semiconductor TTL DATA BOOK. Santa Clara California. стр. 1—14.
- The Engineering Staff, Texas Instruments (1973). The TTL Data Book for Design Engineers (1. изд.). Dallas, Texas.
- Allied Industrial Electronics Catalog #660. Chicago, Illinois: Allied Electronics. 1966. стр. 35.